# Rapid Eye Movement
Rapid eye movement (REM) søvn er et stadie af søvn karakteriseret af rask bevægelse af øjnene. Det blev opdaget af Nathaniel Kleitman og Eugene Aserinsky i 1952. Under dette stadie, er hjernens samlede aktivitet af neuroner meget lignende til det der sker, i løbet af døgnets vågne timer; og af samme grund er dette fænomen ofte kaldet paradoksal søvn. De fleste af de bedst genkaldte drømme, sker under REM-søvn.
REM-søvn er så fysiologisk forskellig fra de andre faser af søvn, at de andre bliver fælles refereret til, som ikke-REM-søvn, Non-REM, NREM.
I løbet af en nats søvn, har en person ofte fire eller fem perioder bestående af REM-søvn. Disse er ret korte i starten af natten, og bliver efterhånden længere i slutningen. Det er almindeligt at vågne i kort tid, i slutningen af REM-fasen. Den totale tid af REM-søvn pr. nat er omkring 90-120 minutter for en voksen. Men imidlertid er den samlede mængde REM-søvn varierende efter alder. En nyfødt bruger mere end 81% af den totale søvn i REM, mens mennesker over 70 år bruger mindre end 10%. Gennemsnittet er 20%.
 Der er for få eller ingen kildehenvisninger i denne artikel, hvilket er et problem. Du kan hjælpe ved at angive troværdige kilder til de påstande, som fremføres i artiklen.